# Rakowiak

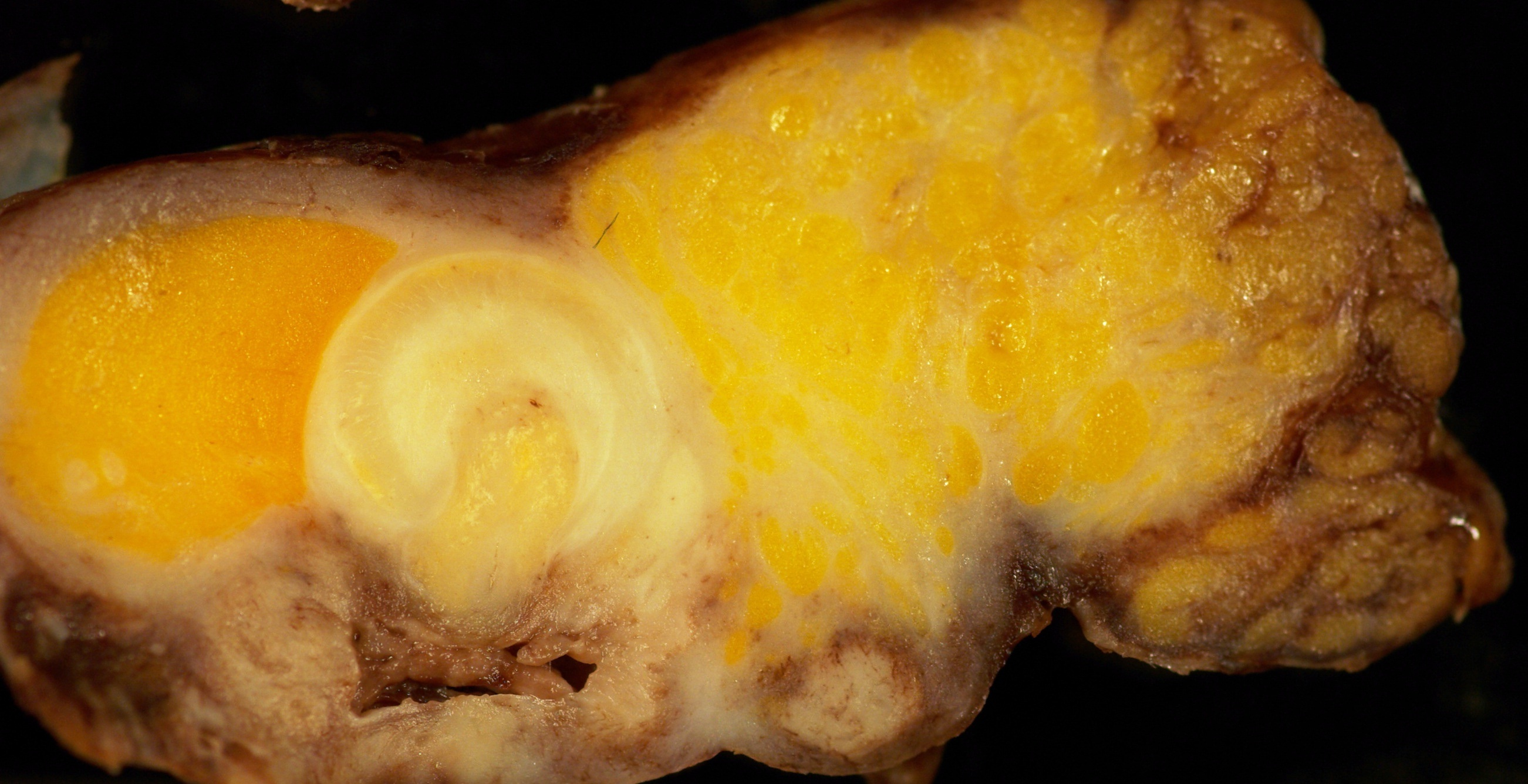
Rakowiak w wyrostku robaczkowym

Rakowiak (ang. carcinoid, łac. argentaffinoma, carcinoid) – nowotwór wywodzący się z jelitowych komórek neuroendokrynnych.
Rakowiak jest nowotworem hormonalnie czynnym, co oznacza, iż wydziela aktywnie hormony.  
Wywodzi się z komórek wewnątrzwydzielniczych, znajdujących się w przewodzie pokarmowym oraz poza nim, w innych narządach wywodzących się z pierwotnej cewy jelitowej (prajelita): wyspach trzustki, płucach, rdzeniu nadnercza, tarczycy (komórki C), grasicy, podwzgórzu i przysadce. Obecnie coraz częstsze jest węższe ujęcie, według którego do rakowiaków zalicza się wyłącznie guzy wywodzące się ze środkowej części prajelita (midgut tumors) i wytwarzające serotoninę, a pozostałe guzy wywodzące się z części przedniej i tylnej należy nazywać guzami neuroendokrynnymi przewodu pokarmowego.

## Epidemiologia
Rakowiaki występują z częstością średnio 1-2/100 000. Częstsze są u kobiet i osób starszych.

## Objawy i przebieg
Rakowiaki często są bezobjawowe i rozpoznawane przypadkowo.
Dla objawowych rakowiaków charakterystyczne są:
- ból
- wyczuwalny guz, niekiedy wywołujący objawy niedrożnościowe
- biegunka
- spadek masy ciała
- perforacja jelita (rzadko)
- zespół rakowiaka (średnio w 10% przypadków[3], najczęściej w przypadku przerzutów do wątroby i w zaawansowanej chorobie – stosunkowo rzadko w ogóle przypadków)

### Zespół rakowiaka
Komórki rakowiaka pobierają znaczną ilość tryptofanu i przekształcają go w 5-hydroksytryptofan, a następnie w serotoninę – hormon odpowiedzialny za większość objawów zespołu. Serotonina przekształcana jest w organizmie do kwasu 5-hydroksyindolooctowego, który wydalany jest z moczem. Zwiększona ilość tego związku w moczu stanowi marker dla tego nowotworu.
Zespół rakowiaka objawia się: 
- obwodowymi zaburzeniami naczyniowymi w obrębie skóry twarzy - napadowe przekrwienie skóry przechodzące w sinicę, połączone z kołataniem serca i potami, tzw. flushing; u 90% chorych[4], często sprowokowane stresem, posiłkiem, lekami (np. inhibitorami zwrotnego wychwytu serotoniny) lub spożyciem alkoholu
- teleangiektazjami
- kolkowymi bólami brzucha (spowodowane częściową, zwalniającą niedrożnością jelit; u 50% chorych[4])
- znacznym pobudzeniem motoryki przewodu pokarmowego, prowadzącym do biegunek (w 75% przypadków[4])
- podobnymi do astmatycznych napadami skurczu oskrzelowego
- zaburzeniami pracy serca (tachykardia, kołatanie serca)
- zwłóknieniem wsierdzia prawej połowy serca oraz deformacjami zastawek, zwłaszcza niedomykalnością zastawki trójdzielnej i zwężeniem pnia płucnego – sercowe objawy zespołu rakowiaka określa się czasem jako zespół Hedingera
- obrzękami, rumieniami obrzękowymi skóry (spowodowane niedoborem tryptofanu, przypominają objawy pelagry)
- powiększeniem wątroby, palpacyjnie wyczuwalnym guzem wątroby
- zespołem Cushinga spowodowany ektopowym wydzielaniem ACTH.

Za zmiany we wsierdziu odpowiedzialna jest przede wszystkim serotonina. Guzy neuroendokrynne (niebędące rakowiakami w nowym ujęciu) rzadko dają takie objawy, ponieważ spływ żylny z gonad, odbytnicy i płuc omija wątrobę. Występowanie zmian w lewym sercu możliwe jest w przypadku guzów neuroendokrynnych płuc albo przeciekiem prawo-lewym w sercu bądź niekompletną aktywacją serotoniny w łożysku naczyniowym płuc w przypadku rakowiaka przewodu pokarmowego.

## Patofizjologia
Makroskopowo mają postać litych guzków o średnicy około 1 cm i żółtawym zabarwieniu. Rosną podśluzówkowo. Histologicznie przypominają gruczolakoraki, jednak nie wykazują podobnej do nich złośliwości. Rakowiaki produkują następujące substancje czynne: serotoninę, ACTH, histaminę, bradykininę, kalikreinę. Mogą również wytwarzać gastrynę, somatostatynę, polipeptyd trzustkowy, substancję P, insulinę, glukagon, VIP, wazopresynę. Rakowiak może również nie wydzielać hormonów, lub też tylko część utkania nowotworowego może być czynna wewnątrzwydzielniczo. Zdarzają się przypadki, że jeden rakowiak wydziela kilka różnych hormonów.
Zmiany w sercu występujące u chorych z zespołem rakowiaka są dość charakterystyczne i ograniczone do wsierdzia. Zwykle obserwuje się je w prawym sercu, zwłaszcza w zastawkach, rzadziej w błonie wewnętrznej dużych naczyń. Mają postać ostro odgraniczonych, włóknistych zgrubień, histologicznie stwierdza się w nich komórki mięśni gładkich i włókna kolagenowe otoczone bogatą w kwaśne mukopolisacharydy substancją podstawową.

## Lokalizacja

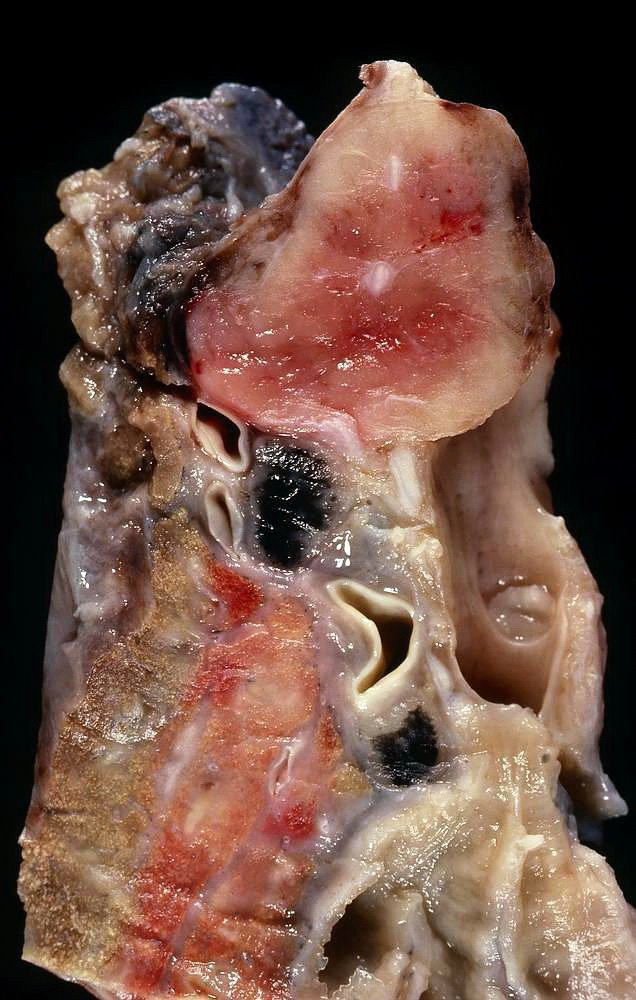
Rakowiak w obrębie oskrzela zamykający jego światło, w konsekwencji niedodma i zapalenie płuc

Według starszego, szerszego ujęcia częstość rakowiaków w poszczególnych lokalizacjach jest następująca:
- wyrostek robaczkowy – 35%
- jelito cienkie –  25%
- esica i odbytnica – 12%
- jelito grube (bez wyrostka) – 7%
- żołądek, przełyk – 2%
- płuca i oskrzela – 14%

## Klasyfikacja
Tradycyjnie, w oparciu o badanie histopatologiczne, rakowiaki dzieli się w oparciu o ich pochodzenie embrionalne na wywodzące się z proksymalnego (foregut), środkowego (midgut) oraz dystalnego (hindgut) odcinka cewy jelitowej. 
Tradycyjna klasyfikacja rakowiaków:
|                              | Przednia część pierwotnej cewy jelitowej (Foregut) | Środkowa część pierwotnej cewy jelitowej (Midgut)                             | Tylna część pierwotnej cewy jelitowej (Hindgut)            |
| ---------------------------- | --- | ----------------------------------------------------------------------------- | ---------------------------------------------------------- |
| Lokalizacja                  | Układ oddechowy, grasica, żołądek, dwunastnica, trzustka | Jelito cienkie, wyrostek robaczkowy, okrężnica wstępująca                     | Okrężnica poprzeczna, esica, odbytnica                     |
| Badanie immunohistochemiczne | Komórki srebrochłonne, CgA (+), NSE (+), synaptofizyna (+) | Komórki srebrochłonne, CgA (+), NSE (+), synaptofizyna (+)                    | Komórki srebrochłonne, CgA (+), NSE (+), synaptofizyna (+) |
| Diagnostyka molekularna      | Delecja 11q13 | Delecja 18q18                                                                 | .                                                          |
| Wydzielane substancje        | Chromogranina A (CgA), 5-HT, 5-hydroksytryptofan, histamina, ACTH, GHRH, CGRP, somatostatyna, AVP, glukagon, gastryna, neurokinina, substancja P, neurotensyna, GRP | Chromogranina A, 5-HT, NKA, substancja P, prostaglandyny E1 i F2, bradykinina | Polipeptyd trzustkowy, peptyd YY, somatostatyna (rzadko)   |

Nie ma jasno zdefiniowanego systemu TNM dla rakowiaka. Zazwyczaj określa się stopień rozwoju nowotworu w sposób opisowy, wyróżniając trzy podstawowe stadia: 
- lokalne,
- przerzuty bliskie i proces lokalny,
- przerzuty odległe.

## Rozpoznanie

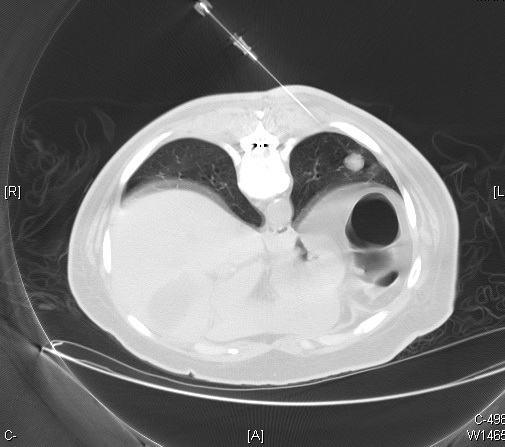
Rakowiak w obrębie płuc. Biopsja pod kontrolą TK

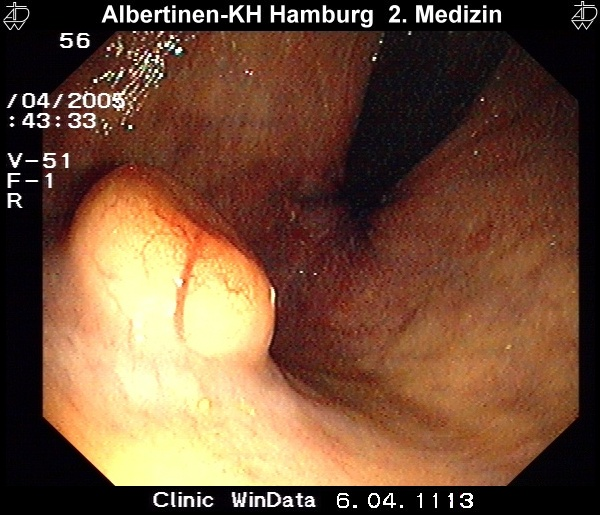
Rakowiak w obrębie odbytnicy, obraz endoskopowy

- zdjęcie rentgenowskie z kontrastem przewodu pokarmowego (jako kontrastu używa się papki barytowej)
- tomografia komputerowa
- ze względu na małe rozmiary guza i jego jelitową lokalizację badanie USG bardzo rzadko bywa przydatne w diagnostyce

Bardzo trudno odróżnić rakowiaka od gruczolaka w badaniu radiologicznym.
- pozytonowa tomografia emisyjna (PET) jest stosowana do wykrywania rakowiaków:
  - z wykorzystaniem znakowanej glukozy (guzy mało zróżnicowane)
  - z wykorzystaniem 5-hydroksytryptofanu znakowanego izotopem 15C (guzy dobrze zróżnicowane)[6]
- kolonoskopia, gastro- i ezofagoskopia (połączona z pobraniem wycinków do późniejszej analizy histopatologicznej)
- biopsja cienkoigłowa stosowana do pobrania próbek tkanki potrzebnych w badaniu histopatologicznym
- scyntygrafia – w badaniu wykorzystuje się znakowany izotopem promieniotwórczym analog somatostatyny – oktreotyd, który wychwytywany jest przez receptory somatostatynowe na powierzchni komórek rakowiaka; w badaniu można sprawdzić  rozmieszczenie znacznika w organizmie
- oznaczanie markerów we krwi (neuronoswoista enolaza, chromogranina A)
- w diagnostyce rakowiaków wydzielających serotoninę, można wykorzystywać oznaczanie produktu jej rozpadu kwasu 5-hydroksyindolooctowego (5-HIAA) w moczu. Zawartość w zbiórce moczu jest w tym schorzeniu zwiększona i zwykle przekracza 30 mg[6]
- w badaniu histochemicznym można wykryć w komórkach następujące markery: insulinę, glukagon, somatostatynę, polipeptyd trzustkowy, substancję P.

## Leczenie
Leczenie rakowiaka jest chirurgiczne. Przerzuty odległe (np. do wątroby) nie są przeciwwskazaniem do wykonania zabiegu. Uważa się, że każde zmniejszenie masy ogólnej nowotworu zmniejsza prawdopodobieństwo pojawienia się zespołu rakowiaka oraz wydłuża życie pacjenta. Chemio- i radioterapia nie znalazły zastosowania w leczeniu rakowiaków.
W leczeniu zespołu rakowiaka stosuje się analogi somatostatyny: oktreotyd lub lanreotyd, o ile wcześniejsza scyntygrafia receptorowa wykazała obecność receptorów somatostatynowych. W przypadku biegunek przydatny jest loperamid. Badania wykazały skuteczność leczenia przy podawaniu interferonu alfa.

## Rokowanie
Przemianie złośliwej, objawiającej się naciekaniem okolicznych tkanek i dawaniem przerzutów zarówno bliskich jak i dalekich, ulega 1,7% guzów o średnicy poniżej 1 cm, 10% o średnicy od 1 do 2 cm i ponad 83% większych nowotworów.
Rokowanie zależne jest od umiejscowienia guza. Najlepiej rokują nowotwory umieszczone w wyrostku robaczkowym, gdyż z tej lokalizacji stosunkowo rzadko widuje się przerzuty (ok. 0,2%). Umiejscowienie w jelicie cienkim, grubym, żołądku, rokuje gorzej. Nowotwór daje przerzuty do lokalnych węzłów chłonnych i odległe do wątroby, płuc i kości w 50-70% przypadków. Przerzuty do kości są zazwyczaj przerzutami osteoblastycznymi, rzadko spotyka się przerzuty o charakterze litycznym.

## Historia
Chorobę opisał w 1889 roku Otto Lubarsch. Nazwę Karzinoide wprowadził niemiecki patolog Siegfried Oberndorfer z Uniwersytetu Ludwika i Maksymiliana w Monachium w 1907 roku. Termin miał odzwierciedlać charakter „guza podobnego do raka” mikroskopowo, ale łagodnego klinicznie. Endokrynną czynność guza jako pierwsi postulowali Gosset i Masson w 1914, a potwierdzenie tych obserwacji znalazło się w pracy Erspamera i Assero z 1952 roku. Wykryli oni, że komórki Kulczyckiego uwalniają 5-hydroksytryptaminę; rok później Lembeck wyizolował z tkanki nowotworowej serotoninę i powiązał obraz kliniczny zespołu rakowiaka z nadmierną produkcją tej substancji przez komórki guza.

## Klasyfikacja ICD-10
| kod ICD10       | nazwa choroby                                                                     |
| --------------- | --------------------------------------------------------------------------------- |
| ICD-10: E34.0   | Inne zaburzenia wydzielania wewnętrznego                                          |
| ICD-10: E34.0.0 | Zespół rakowiaka                                                                  |
| ICD-10: C75     | Nowotwór złośliwy innych gruczołów wydzielania wewnętrznego i struktur pokrewnych |